# Nunatak Fígaro
El nunatak Fígaro es un nunatak aislado que se eleva a unos 200 metros (660 pies) cerca del extremo este del piedemonte de hielo Mozart, en la parte norte de la isla Alejandro I, en la Antártida. FDerek J.H. Searle, de la British Antarctic Survey, lo cartografió en 1960 a partir de fotografías aéreas tomadas por la Expedición de investigación antártica Ronne entre 1947 y 1948. El Comité de Topónimos Antárticos del Reino Unido le dio su nombre por asociación con el piedemonte de hielo Mozart y tomado del personaje Fígaro de la ópera de Wolfgang Amadeus Mozart Las bodas de Fígaro, compuesta en 1786.